# Павлинка (Одесская область)
Павлинка (укр. Павлинка) — село, относится к Ивановскому району Одесской области Украины.
Население по переписи 2001 года составляло 525 человек. Почтовый индекс — 67243. Телефонный код — 4854. Занимает площадь 1,589 км². Код КОАТУУ — 5121883201.

## Местный совет
67243, Одесская обл., Ивановский р-н, с. Павлинка, ул. Первомайская, 16

## Известные люди
- Беспалько, Иван Игнатьевич (1924—1993) — участник Великой Отечественной войны 1941—1945 гг., полный кавалер ордена Славы. Родился в селе.